# Susanna Lindeborg
Elsa Susanna Lindeborg, född den 18 april 1952, är en svensk jazzpianist och ledare för gruppen Mwendo Dawa. Hon har också uppträtt med grupperna Salamander, Natural Artefacts och LJDuo.
Efter en klassisk utbildning började hon sin karriär inom improviserad jazz på 1970-talet. Med gruppen Mwendo Dawa har hon turnerat i 22 länder och gett ut ett tjugotal musikalbum.

## Diskografi i urval
Med Mwendo Dawa:
- Silent voice, 2018[5]
- Excursions, 2010[6]

## Priser och utmärkelser
- 2016 - Jazzkannan[7]